# Desmidorchis crenulata
Desmidorchis crenulata är en oleanderväxtart som först beskrevs av Nathaniel Wallich, och fick sitt nu gällande namn av Joseph Decaisne. Desmidorchis crenulata ingår i släktet Desmidorchis och familjen oleanderväxter. Inga underarter finns listade i Catalogue of Life.